# Lidköping
Lidköping ( ouça a pronúncia) ou raramente Lidecopinga é uma cidade sueca da província da Västergötland, na região de Gotalândia, no sul da Suécia. É a sede da comuna de Lidköping, pertencente ao condado da Västra Götaland.
Possui 16,4 quilômetros quadrados de superfície  e segundo censo de 2018, havia 27 210 habitantes. Situada na margem sul do lago Vänern, está situada nos dois lados da foz rio Lidan, que atravessa a cidade. Está localizada a uma distância de 55 km a nordeste da cidade de Trollhättan.
A parte da cidade situada no lado oriental do curso de água é chamada "cidade antiga" e a parte situada no lado ocidental "cidade nova". No meio da cidade está o porto de Lidköping, o segundo maior do lago Vänern. 

## Etimologia
O topônimo Lidköping deriva das palavras nórdicas Lidho (o rio Lidan) e køpunger (local de comércio), significando "local de comércio junto ao Lidan". Foi registrado no século XV como Lideköping.

## História
Até 1683, havia duas cidades distintas -  a "Velha Lidköping" (Gamla Lidköping), no lado oriental do rio Lidan, e a "Nova Lidköping" (Nya Lidköping), no lado ocidental. Lidköping é a única cidade do lago Vänern com pergaminhos medievais. A cidade velha recebeu o seu título de cidade (stadsprivilegier) em 1446, e a cidade nova foi fundada nos fins do século XVII pelo conde Magnus Gabriel De la Gardie. O seu porto, o segundo maior do Vener, foi um importante elemento dinamizador dos transportes na região.

## Comunicações
- Estrada nacional 44, ligando Lidköping a Uddevalla e Götene;[15]
- Estrada regional 184, ligando Lidköping a Skara, cruzada pela E20;[15]
- Porto de Lidköping, no lago Vänern;[16]

## Economia
É uma cidade com tradições industriais, com destaque para a produção metalo-mecânica, de cerâmica, de plásticos e de ferramentas. Possui um importante porto local por onde passam produtos agrícolas e combustíveis. Uma parte significatica da sua força de trabalho está empregada nos serviços municipais, no hospital regional e no Esquadrão de Skaraborg da Força Aérea da Suécia.

## Património turístico
Alguns pontos turísticos mais procurados atualmente são:
- A antiga câmara municipal (prefeitura, no Brasil), em cor vermelha tradicional.
- Museu de Rörstrand (na antiga fábrica de porcelana)
- Museu do Vänern (dedicado à vida no lago Vänern e e na região em seu redor)
- Palácio de Läckö (a 220 km a norte de Lidköping)